# Rachel G. Fox
Rachel G. Fox (Lawrenceville, Geórgia, 23 de julho de 1996) é uma atriz norte-americana conhecida pelo papel de Kayla Scavo na série Desperate Housewives.
Fox também apareceu em Alias, That's So Raven, Adventures in Odyssey, iCarly e Hannah Montana. Emprestou sua voz para os videogames Ant Bully e Thrillville. Atualmente ela faz o papel de Kayla Scavo em Desperate Housewives, a enteada sociopata de Lynette Scavo. Rachel G. Fox fez participação especial no video "Baby" do Jeremy Shada.

## Filmografia
| Filmes      | Filmes                              | Filmes            | Filmes                                |
| Ano         | Título                              | Papel             | Notas                                 |
| ----------- | ----------------------------------- | ----------------- | ------------------------------------- |
| 2006        | Ant Bully                           | Ant Bully         | Formiguinha (voz na versão em inglês) |
| 2006        | Thrillville                         | Thrillville       | Criança (VG - voz)                    |
| 2010        | Spork                               | Spork             | Betsy Byotch                          |
| 2011        | Dream House                         | Dream House       | Chloe Patterson                       |
| Televisão   |                                     |                   |                                       |
| Ano         | Título                              | Papel             | Episódios                             |
| 2005        | Jimmy Kimmel Live!                  | Filha anfitriã    | 1 episódio                            |
| 2006        | Passions                            | Jane (mais velha) | 1 episódio                            |
| 2006        | Hannah Montana                      | Garota            | 1 episódio                            |
| 2006        | Alias                               | Sydney (jovem)    | 1 episódio                            |
| 2006        | That's So Raven                     | Buffy             | 2 episódios                           |
| 2006 / 2008 | Desperate Housewives                | Kayla Scavo       | 31 episódios                          |
| 2008        | iCarly                              | Amber Tate        | 1 episódio                            |
| 2009        | The New Adventures of Old Christine | Gretchen          | 1 episódio                            |

## Prêmios e Indicações
| Prêmios | Prêmios   | Prêmios                    | Prêmios                                                                       | Prêmios              |
| Ano     | Resultado | Premiação                  | Categoria                                                                     | Título               |
| ------- | --------- | -------------------------- | ----------------------------------------------------------------------------- | -------------------- |
| 2007    | Indicada  | Young Artist Awards        | Melhor Performance em Série de TV (Comédia ou Drama) - Atriz Jovem Recorrente | Desperate Housewives |
| 2008    | Indicada  | Young Artist Awards        | Melhor Performance em Série de TV - Atriz Jovem Recorrente                    | Desperate Housewives |
| 2008    | Indicada  | Screen Actors Guild Awards | Performance Marcante em Conjunto em Série de Comédia                          | Desperate Housewives |
| 2009    | Indicada  | Screen Actors Guild Awards | Performance Marcante em Conjunto em Série de Comédia                          | Desperate Housewives |